# Carolus Andriamahitsinoro
Carolus Andriamahitsinoro (ur. 6 lipca 1989 w Mahajandze) – madagaskarski piłkarz występujący na pozycji napastnika. Zawodnik klubu Najran SC.

## Kariera klubowa
Andriamahitsinoro karierę rozpoczynał w 2008 roku w zespole Académie Ny Antsika. Potem grał w Japan Actuel’s FC, a na początku 2011 roku podpisał kontrakt z algierskim WA Tlemcen. W algierskiej ekstraklasie zadebiutował 19 marca 2011 roku w zremisowanym 1:1 pojedynku z USM Annaba, w którym strzelił także gola. Przez 1,5 roku w barwach WA Tlemcen rozegrał 32 spotkania i zdobył 12 bramek.
W 2012 roku Andriamahitsinoro odszedł do klubu USM Algier, także grającego w ekstraklasie. Od 2017 roku gra w Arabii Saudyjskiej. W latach 2017–2018 był zawodnikiem Ohod Club, w latach 2018–2021 – w Al-Adalah FC, w sezonie 2020/2021 – w Al Qadsiah FC, a w sezonie 2021/2022 – ponownie w Ohod Club. W 2022 przeszedł do Najran SC.

## Kariera reprezentacyjna
W reprezentacji Madagaskaru Andriamahitsinoro zadebiutował w 2009 roku.